# ادی کنستانتین
ادی کنستانتین (به انگلیسی: Eddie Constantine) با نام تولد اسرائیل کنستانتین (زاده ۲۰ اکتبر ۱۹۱۷ - ۲۵ فوریه ۱۹۹۳) بازیگر و خواننده فرانسوی زاده آمریکا بود که بیشتر سال‌های فعالیت هنری‌اش را در اروپا گذراند. او بیشتر به‌خاطر بازی در نقش لمی کوشن یک مامور مخفی، در فیلم علمی-تخیلی آلفاویل (۱۹۶۵) ساخته ژان لوک گدار شناخته می‌شود. او پیش از آن بازی در فیلم‌های درجه دو فرانسوی را تجریه کرده بود.
کنستانتین در مجموع در بیش از ۱۰۰ فیلم سینمایی، و سریال و فیلم تلویزیونی بازی کرده‌است. او افزون بر حضور در آثار ژان لوک گدار، در فیلم‌های دیگر بزرگان سینما نیز بازی کرده‌است. از جمله فیلم نسل سوم ساخته راینر ورنر فاسبیندر کارگردان نامدار آلمانی و نیز فیلم اروپا ساخته لارس فون تریر کارگردان نامی دانمارکی در سال ۱۹۹۱؛ یعنی همان سالی که در فیلم «آلمان در سال ۹۰ نه صفر» اثر ژان لوک گدار نیز بازی کرده‌بود.
پسرش (زاده ۱۹۵۷) که به خاطر نقش معروف پدرش در آلفاویل، لمی کنستانتین نام دارد، نیز یک خواننده و بازیگر است.

## گزیده فیلم‌شناسی
- دختر زنگاری (۱۹۵۲)
- مکر زنان (۱۹۵۳)
- زد و خورد می‌شود (۱۹۵۴)
- من یک احساساتی هستم (۱۹۵۵)
- فولی برژر (۱۹۵۶)
- خانم‌ها مامبو را ترجیح می‌دهند (۱۹۵۷)
- سگ پیک (۱۹۶۰)
- هفت گناه کبیره (۱۹۶۱)
- کلئو از ۵ تا ۷ (۱۹۶۱)
- موفق باشی چارلی (۱۹۶۲)
- نوبت توست کوچولو (۱۹۶۳)
- نیک کارتر (۱۹۶۴)
- لاکی جو (۱۹۶۴)
- آلفاویل (۱۹۶۵)
- مافیا، به تو سلام می‌کنم (۱۹۶۵)
- حمله روبات‌ها (۱۹۶۶)
- اقامتگاه جاسوسان (۱۹۶۶)
- عشق متولدین برج اسد (۱۹۶۹)
- از یک فاحشه مقدس بر حذر باش (۱۹۷۱)
- یادگاری جبل الطارق (۱۹۷۵)
- زوج شاهد (۱۹۷۷)
- همچنان زنده است (۱۹۷۸)